# Kapu Tibor
Kapu Tibor (Vásárosnamény, 1991. november 5.–) a Magyar Szent István-renddel kitüntetett magyar gépészmérnök, űrhajós. A második magyar asztronauta 21 napot és 12 órát töltött az űrben. Ő volt a leghosszabb ideig az űrben tartózkodó magyar kutatóűrhajós. Farkas Bertalan után, aki kijutott a világűrbe mint kutatóűrhajós. Előtte magyarként Charles Simonyi járt a világűrben, kétszer is, űrturistaként.

## Életútja
Gyermekkorában arról álmodott, hogy vadászpilóta lesz.
Középiskolai tanulmányait a nyíregyházi Krúdy Gyula Gimnázium hatosztályos képzésében végezte, majd a Budapesti Műszaki és Gazdaságtudományi Egyetemen alap- és mesterfokon gépészmérnök képesítést szerzett. Egyetemi éveit követően főként az autóiparban dolgozott, akkumulátorfejlesztésre szakosodott.

### Űrhajósként
2022 januárjában jelentkezett a HUNOR Program országos űrhajós kiválasztási kampányára, amelyben összesen 247 jelölt kezdte meg több mint két éven át tartó többlépcsős tesztelését. Saját bevallása szerint jelentkezését az utolsó nap utolsó óráiban adta le.
2024 májusában a HUNOR Program négy űrhajósjelöltre szűkült keretéből választották ki Cserényi Gyula tartalékos kutatóűrhajóssal együtt mint a program első számú hivatásos kutatóűrhajósát. Kiképzésének utolsó szakasza az amerikai egyesült államokbeli Houstonban zajlott a NASA és az Axiom Space vállalat közreműködésével.
2025. április 29-én a HUNOR Program közösségi média felületein jelentette be, hogy az Axiom Mission 4 (Ax-4) legénysége terv szerint május 29-én indul útnak a Nemzetközi Űrállomásra.
Többszöri halasztást követően az űrutazására 2025. június 25-én került sor az Axiom Mission 4 (Ax-4) küldetésének részeként.
A floridai Kennedy Űrközpontból a SpaceX Falcon 9 rakétája indította el a C213 számú, Grace névre keresztelt Crew Dragon űrhajót magyar idő szerint 8 óra 31 perckor, az űrhajónak ez volt az első repülése. Kapu Tibor a kilövést követően bejelentkezett a Dragon űrhajó fedélzetéről és elküldte első üzenetét az űrből:   
„Tizenötmillió magyar ember emelt ma idáig. Támogatásotok olyan, mint a szürke hamu alatt nyugvó parázs. Belül csendben izzik, de ha fát dobnak rá, egyként lángol. Hálás és büszke vagyok, hogy a hazánkat képviselhetem. Családomnak és barátaimnak köszönöm, hogy ti vagytok legerősebb támaszaim. A ti hangotok hangosabb, mint a rakétánk, erőtök nagyobb, mint a gravitáció. A világűr mindenkié, a Föld pedig egyetlen. Mi a bolygónk négy különböző pontjáról indultunk, de társakként, barátokként érkeztünk ide. A mi küldetésünk a tiétek is. Köszönöm mindenkinek szerte a világon, akik hozzájárultak ehhez a gyönyörű naphoz. Egynek minden nehéz, soknak semmi se lehetetlen.” – mondta a Föld körüli pályán haladó űrhajó fedélzetén Kapu, üzenetét gróf Széchenyi István szavaival zárva.
A kilövés másnapján ismét bejelentkezett a világűrből Kapu Tibor, az Axiom-4 misszió magyar űrhajósa, aki elérzékenyülten beszélt arról, hogy hálás és büszke, hogy magyarként ott lehet a Dragon űrhajó fedélzetén:  
„Szeretnék minden magyarhoz szólni a világűrből. Tudom, hogy mennyire vártátok ezeket a pillanatokat otthon, hasonlóan voltunk ezzel mi is. Az egyetlen dolog, amit sajnálok az egész küldetés és felkészülés során, hogy amikor a várakozás pillanatai megtörténtek otthon, a kis országunkban, akkor én nem lehettem veletek. De erre sor kerül majd a küldetés után nem sokkal. Rettenetesen hálás és büszke vagyok, hogy magyarként itt lehetek, és különleges érzés volt percekkel ezelőtt látni a kis országunkat a világűrből. Remélem, hogy ti is ennyire büszkék lesztek erre a küldetésre, mint én. Még találkozunk.”
Kapu küldetés-specialistaként (kutató) három társával, az amerikai Peggy Whitson (a küldetés parancsnoka), az indiai Shubhanshu Shukla (az űrhajó pilótája) és a lengyel Sławosz Uznański-Wiśniewski (kutató) űrhajósokkal érkezett a Nemzetközi Űrállomásra (ISS). A megérkezést követően az angolról magyar nyelvre váltva a következő üdvözletet küldte:  
"Üdvözlök mindenkit a világűrből: 2009 óta először hangzanak el magyar szavak a Nemzetközi Űrállomás fedélzetéről. Charles Simonyi után, aki kétszer is járt itt, én lehetek a következő, aki magyarul beszél ezen falak között".
Az úton elsősorban magyar fejlesztésű űrkutatási eszközöket tesztelt és körülbelül 60, magyar kutatók által előkészített tudományos kísérletet végzett el, köztük 25 magyar fejlesztésű projektet. Ezek között volt például sugárzásmérő berendezés (RANDAM), mikrogravitációs növénytermesztési kísérlet (VITAPRIC), illetve anyagfizikai vizsgálatok is. Kapu az ISS-ről többször is bejelentkezett a sajtó számára, élő kapcsolatban beszélt a magyar miniszterelnökkel is, és beszámolt a súlytalanság élményéről és az űrbeli feladatairól.”
Az Axiom Mission 4 (Ax-4) küldetése az eredeti tervek szerint 2025. július 10-én ért volna véget, azonban mivel a NASA úgy ítélte meg, hogy a tervezett időpontban nem adott minden feltétel a biztonságos landoláshoz, ezért 4 nappal későbbre halasztotta a visszatérés időpontját. A módosított terv szerint Kapu Tiborék július 14-én, magyar idő szerint 13:05-kor válnak le az ISS-ről, majd néhány órával később Kalifornia partjai közelében megérkeznek a Csendes-óceánra. Így délelőtt fél 12 magasságában sikeresen landolt a Csendes-óceánon az Axiom Space negyedik űrmissziójában négy űrhajóst, köztük Kapu Tibort szállító SpaceX Dragon kapszula. Kapu Tibort, a landolás után közel egy órával, 12:27 körül — negyedikként — segítették ki a kapszulából, így végül három társa után, a misszió tagjai közül ő hagyta el utoljára az űreszközt.
Ő lett a világűrben leghosszabb időt egyhuzamban eltöltött magyar űrhajós a 20 napos (2025. június 25-én magyar idő szerint 8 óra 31 perckor indult és július 15-én érkezett vissza) küldetésével. Ezen a listán őt követi a magyar származású Charles Simonyi, azaz ifj. Simonyi Károly űrturista, aki első útján 14 napot (2007. április 7-én közép-európai idő szerint 19 óra 31 perckor indult és április 21-én tért vissza), ezután második alkalommal pedig 13 napot (2009. március 26-án 12 óra 49 perckor indult és április 8-án tért vissza) töltött az űrben, összesítve a legtöbb időt. Legkorábban Farkas Bertalan kutatóűrhajós — a világűrbe addig kilépett hetedik nemzet tagjaként — 8 napig (1980. május 26-án magyar idő szerint 20 óra 20 perckor indult és június 3-án tért vissza) tartó űrrepülés részese volt.

## Családja
Édesapja id. Kapu Tibor, édesanyja Kapu Tiborné (Maticsák Ildikó), egy leánytestvére van, Csilla, aki öt évvel fiatalabb nála.